# Dünyayı Kurtaran Adam
Dünyayı Kurtaran Adam (engelska: The Man Who Saves The World) är en turkisk science fiction-film från 1982, regisserad av Çetin İnanç och med Cüneyt Arkın i huvudrollen. Filmen har blivit ökänd för sin omfattande användning av obehörigt filmmaterial från Star Wars (1977) samt sin lågbudgetproduktion och oortodoxa berättarstil. Trots detta har den fått kultstatus och kallas ofta för "den turkiska Star Wars".

## Handling
Filmen följer två turkiska rymdpiloter, Murat (Cüneyt Arkın) och Ali (Aytekin Akkaya), som efter en strid kraschar på en ökenplanet. De upptäcker snart att planeten hotas av en ondskefull härskare som vill erövra jorden. För att besegra honom tränar Murat i strid och får tag på ett magiskt svärd. Med sin skicklighet i kampsport och sin nyfunna kraft kämpar han mot utomjordiska varelser, monster och robotar för att rädda världen.

## Produktion
Filmens produktion präglades av en extremt låg budget och begränsade specialeffekter. För att skapa en känsla av storskalighet använde filmskaparna scener från bland annat Star Wars och andra Hollywood-filmer, samt musik från verk som Indiana Jones och Flash Gordon.